# Rolf Zielke
Rolf Zielke (* 22. Juli 1964 in Hameln) ist ein Jazzpianist und Komponist, der in Berlin lebt.

## Leben und Wirken
Zielke, der ab dem siebten Lebensjahr Klavierunterricht hatte, studierte von 1985 bis 1989 in Hannover Jazz Piano (bei Otto Wolters) und klassisches Klavier (bei Bernd Goetzke). Anschließend tourte er mit unterschiedlichen Bands in Deutschland, aber auch international. Er war musikalischer Leiter an Theatern in Hannover und Hamburg und komponierte Theater- und Filmmusiken. Weiterhin gehörte er zu Ulli Orths Oktett Quintessences (Praehistorius Jazz).
Seit 1997 lebt er in Berlin, dort unterrichtet er u. a. Jazzpiano, Ensemble, Harmonielehre am Jazz-Institut Berlin, im Studiengang Tonmeister der Universität der Künste Berlin, an der Hochschule für Musik „Hanns Eisler“ Berlin und an der Universität Potsdam. Neben eigenen Bands leitete er 2006 das niedersächsische Jazz Art Ensemble.
Unter anderem arbeitete er mit Charlie Mariano, Thomas Quasthoff, Hendrik Meurkens, David Friedman, Peter Weniger, Ed Schuller, Biréli Lagrène, Jiggs Whigham, Benny Bailey, Red Holloway, Scott Hamilton, Stacey Kent, Judy Niemack, Sergej Starostin, Kaigal-Ool Khovalig, Nahawa Doumbia, Urna Chahar-Tugchi, Eda Zari, Bill Ramsey, Angelika Milster, Gitte Haenning und der RIAS Big Band Berlin. Auch war er an Marc Sinans Produktion Hasretim: Journey to Anatolia (ECM) als Gastmusiker der Dresdner Sinfoniker beteiligt und hat mit Ray Blue aufgenommen. Weiterhin gehört er zu Bajazzo.
Konzerte bei internationalen Festivals u. a.:
French German Jazz Series, Washington DC (USA), „Dedication to Maestro Festival“, St. Petersburg, Hermitage (Russland), Europäisches Kulturfestival in Algier (Algerien), Deutsch-Kurdische Kulturtage Erbil (Irak), International Jazzfestival - lasi (Rumänien), Musikfestivals in Peking u. Fuzhou (China), Ohrid Summer Festival (Mazedonien), Jazz an der Oder - Wrocław (PL), International Jazz Fair - Poznań (PL), Dialog der Kulturen, Łódź (PL),
Martinu Festtage, Basel (CH), Rheingau Musikfestival (D), Schleswig-Holstein Musikfestival (D).
Film- und Theaterkompositionen:
"Deszcz" („Regen“ 1990) und "Slub Krawca" („Die Hochzeit des Schneiders“ 2000) mit der polnischen Filmkünstlerin Elżbieta Wąsik.
„Hexentanz und Teufelsschwanz“: Komposition zum 100-jährigen Jubiläum des „Bergtheater Thale“ für Orchester, Chor und Ballett.

## Preise und Auszeichnungen
Bands, an denen Zielke beteiligt war, gehörten in den Jahren 1986 bis 2002 dreizehnmal zu den Preisträgern des Wettbewerbs Jazzpodium Niedersachsen. Dreimal gewann er das Studioprojekt des Berliner Senats: mit dem Rolf Zielke Trio feat. Mustafa Boztüy (2001), mit dem Duo Zielke/Boztüy (2004) und mit dem Trio Hot Impressions (2006).
Das Projekt Hasretim: Journey to Anatolia (Dresdner Sinfoniker, s. o.) wurde im Herbst 2011 mit dem „Sonderpreis Welthorizont“ der Deutschen UNESCO-Kommission für seinen „besonderen interkulturellen Horizont“ ausgezeichnet.

## Diskographische Hinweise
- Beaches in Your Soul (2021, mit Benny Brown, Stephan Braun, Stephan Abel, Mohannad Nasser, Mustafa Boztüy, Rainer Winch, Friedhelm May)[2]
- Rolf Zielke - Mustafa Boztüy Duo (2011)
- Handel Jazz (2009, mit Stephan Abel, Stephan Braun, Guilherme Castro, Tobias Backhaus, Rhani Krija)
- Hot Impressions feat. Charlie Mariano (mit Guilherme Castro, Rolo Rodriguez, 2004)
- Exosphere feat. Mike Stern (2002)
- Rolf Zielke Trio feat. Mustafa Boztüy (mit Pepe Berns, Heinrich Köbberling, 2001)
- Blow Up (mit Krzesimir Dębski, Pepe Berns, Thomas Hempel, Mustafa Boztüy, Ulita Knaus, 1996)